# Conraua
Famille
Genre
Synonymes
- Pseudoxenopus Barbour & Loveridge, 1927
- Paleorana Scortecci, 1931
- Gigantorana Noble, 1931
- Hydrobatrachus Stadie, 1962

Conraua est un genre d'amphibiens, le seul de la famille des Conrauidae.
C'est à l'intérieur de ce genre que se trouve l'espèce détenant le record de taille des anoures, la Grenouille Goliath (Conraua goliath), avec jusqu'à plus de 300 mm de longueur pour un poids pouvant dépasser les 3 kg.

## Étymologie
Le genre est nommé en l'honneur de Gustav Conrau.

## Répartition
Les sept espèces de ce genre se rencontrent en Afrique de l'Ouest , en Afrique centrale et en Afrique de l'Est.

## Liste des espèces
Selon Amphibian Species of the World (30 juillet 2021) :
- Conraua alleni (Barbour & Loveridge, 1927)
- Conraua beccarii (Boulenger, 1911)
- Conraua crassipes (Buchholz & Peters, 1875)
- Conraua derooi Hulselmans, 1972
- Conraua goliath (Boulenger, 1906)
- Conraua robusta Nieden, 1908
- Conraua sagyimase Neira-Salamea et al., 2021[4]

## Publications originales
- Dubois, 1992 : Notes sur la classification des Ranidae (Amphibiens anoures). Bulletin Mensuel de la Société Linnéenne de Lyon, vol. 61, p. 305-352.
- Nieden, 1908 : Die Amphibienfauna von Kamerun. Mitteilungen aus dem Zoologischen Museum in Berlin, vol. 3, p. 491-518 (texte intégral).